# Municipio de Strzyżów
El municipio de Strzyżów es un municipio urbano-rural de Polonia, ubicado en el distrito homónimo del voivodato de Subcarpacia. Su capital y única ciudad es Strzyżów, que también es la capital distrital. En 2006 tenía una población de 20 645 habitantes.
El municipio incluye, además de la ciudad de Strzyżów, los pueblos de Bonarówka, Brzeżanka, Dobrzechów, Gbiska, Glinik Charzewski, Glinik Zaborowski, Godowa, Grodzisko, Łętownia, Tropie, Wysoka Strzyżowska, Żarnowa, Zawadka y Żyznów.
Limita con los municipios de Czudec, Korczyna, Niebylec, Wielopole Skrzyńskie, Wiśniowa y Wojaszówka. 